# عبد الإله بن علي الهاشمي
عبد الإله بن علي الهاشمي (14 تشرين الثاني/نوفمبر 1913 - 14 تموز/يوليو 1958)، أميرٌ عراقي من العائلة الهاشمية العراقية الحاكمة للملكة العراقية، شريفٌ مِن الأشراف، الابنُ البكر للملك علي بن الحسين ملك الحجاز وحفيد الشريف الحسين بن علي قائد الثورة العربية الكبرى. ولد في مدينة الطائف في الحجاز. اختير وصيا على عرش العراق (حتى عام 1953)م بعد مقتل الملك غازي الأول في حادثة سيارة، إذ كان الأمير فيصل الثاني ابن الملك غازي الوريث للعرش لم يبلغ بعد سن الرابعة من عمره.
قُتل عبد الإله مع بقية أفراد العائلة المالكة العراقية في انقلاب 14 تموز 1958 التي أنهت النظام الملكي الهاشمي في العراق. ومثل بجثته وسُحبت في شوارع بغداد ثم أحرقت في النهاية.

## حياته
بعد تولي عبد العزيز آل سعود مقاليد الحكم في الحجاز وشبه الجزيرة العربية، التجأ وعاش مع عائلته في مصر . كان عبد الإله قد تزوج من الأميرة مَلك فيضي ثم الأميرة فائزة طرابلسي وهي مصرية، قبل أن يطلقها لاحقا ويتزوج هيام ابنة أمير ربيعة، حيث لاقى زواجه منها قبولا شعبيا لكونها عراقية وابنة شخصية معروفة. تلقى عبد الإله علومه في كلية فكتوريا في الإسكندرية بمصر. وفي عام 1939م، اختير وصيا على عرش العراق حتى عام 1953م بعد مقتل الملك غازي الأول في حادثة سيارة، إذ كان الأمير فيصل الثاني ابن الملك غازي الوريث للعرش لم يبلغ بعد سن السادسة من عمره، وكان عبد الإله هو خال فيصل الثاني كونه شقيق الملكة عالية (والدة فيصل). نودي به وليا للعهد بعد انتهاء الوصاية في 2 مايو 1953 وتتويج فيصل الثاني ملكاً على العراق.

### وصي على عرش العراق
نصّبت العائلة المالكة العراقية الأمير عبد الإله وصيا على العرش بسبب صغر سن الملك فيصل الثاني في عام 1939. وقد خلع عبد الإله من منصب الوصي لفترة قليلة خلال أحداث مايس 1941 وحل محله الأمير شرف. إلا أن عبد الإله استعاد منصبه بعد انتهاء الحرب العراقية البريطانية. وفي عام 1953 تم تتويج الملك فيصل الثاني ملكا على العراق. فانتهت وصاية عبد الإله على العرش. ومع ذلك تم تعيينه وليا لعهد المملكة العراقية.

### ثورة رشيد عالي الكيلاني
أثناء تأزم الوضع السياسي المحلي والدولي في منتصف عام 1940م وأوائل سنة 1941م على أعقاب قيام الحرب العالمية الثانية وقيام ثورة مايو/مايس 1941م بزعامة رشيد عالي الكيلاني، حيث أظهر عبد الإله تأييده للسياسة البريطانية، وعداءه لقادة الثورة، فغادر بغداد سراً إلى الحبانية ومنها إلى البصرة، فحدثت أزمة خطيرة، مما اضطر حكومة الدفاع الوطني التي قامت في البلاد يومئذ، إلى دعوة مجلس الأمة إلى الاجتماع في العاشر من أبريل/نيسان 1941م، وتعيين الشريف شرف بن راجح وصياً على العرش بدلاً من عبد الإله. فقررت الحكومة البريطانية دخول العراق لاحتلاله بسبب استراتيجيات الحرب العالمية الثانية لا سيما وإن قادة الثورة قد طلبوا دعم دول المحور ألمانيا وإيطاليا، خصوم بريطانيا في الحرب، فاصطدم الجيشان العراقي والبريطاني في معارك دامية بدأت في الثاني من آيار 1941م، وانتهت في الثلاثين منه، وحيث أُعيد الوصي المعزول واعتقل وفصل الكثير من الضباط والموظفين وغيرهم، كما أوقفت صدور الصحف المؤيدة للثورة، وفي 1953 توِّج فيصل الثاني ملكا وترك عبد الإله منصب الوصاية مكتفيا بولاية العهد التي تقلدها منذ 1943. وكان قد أصبح ولياً للعهد إضافة إلى منصب الوصاية في قرار مجلس الوزراء بتاريخ 11 نوفمبر/تشرين الثاني 1943م. وفي أثناء مدة حكمه قام بزيارة بلدان كثيرة منها زيارته إلى الولايات المتحدة الأمريكية في صيف 1945م. وفي أثناء عودته زار بريطانيا وبعد زيارته لإنجلترا زار فرنسا ومن ثم ذهب إلى تركيا، ووصل بغداد يوم 20 أيلول/سبتمبر 1945م وفي 15 تموز/يوليو 1947م سافر إلى لندن حيث بحث مع المسؤولين البريطانيين في العلاقات المشتركة بين البلدين. لم يلقَ عبد الإله تأييدا شعبيا ولم يلقى تأييدا من النخب السياسية الوطنية أيضا، بسبب بعض سلوكياته وثقافته وميله الجارف للسياسة البريطانية.

## مقتله
قُتل في صبيحة يوم 14 من تموز يوليو 1958. بنيران مهاجمي قصر الرحاب ومعه جميع أفراد عائلته بمن فيهم الملك فيصل الثاني، وتم سحل جثته من قبل الجماهير في شوارع بغداد وتعليقها على بوابة وزارة الدفاع، إلا أن الزوجة الثالثة الأميرة هيام نجت من الموت بعد تعرضها لإصابات طفيفة. وتم دفن رفاتهم جميعا في المقبرة الملكية في الأعظمية.

## حياته الخاصة

### نسبه
الأمير عبد الإله بن الملك علي بن الملك الحسين بن علي بن محمد بن عبد المعين بن عون بن محسن بن عبد الله بن الحسين بن عبد الله بن الحسن بن محمد أبو نمي الثاني بن بركات بن محمد بن بركات بن الحسن بن عجلان بن رميثة بن محمد أبو نمي الأول بن الحسن بن علي الأكبر بن قتادة بن إدريس بن مطاعن بن عبد الكريم بن عيسى بن الحسين بن سليمان بن علي بن عبد الله بن محمد الثائر بن موسى الثاني بن عبدالله الرضى بن موسى الجون بن عبدالله المحض بن الحسن المثنى بن الحسن السبط بن علي بن أبي طالب بن عبد المطلب بن هاشم.

### إخوته وأخواته
- شرف ( توفي صغيراً)
- محمد ( توفي صغيراً)
- الأميرة فاطمة (توفيت في مكة المكرمة).
- الأميرة عابدية ولدت في عام 1907 لم تتزوج وانشغلت بالإشراف على تربية الملك فيصل الثاني (قُتلت في مجزرة قصر الرحاب في 14 يوليو 1958).
- الأميرة بديعة (زوجة الشريف الحسين بن الأمير علي)، توفيت في لندن في 9 مايو 2020.[5]
- الأميرة جليلة زوجة الشريف حازم توفيق توفيت 1955م.
- الملكة عالية زوجة الملك غازي بن فيصل الأول وأم الملك فيصل الثاني (توفيت بداء السرطان سنة 1950م)

### زوجاته
تزوج ثلاث مرات وكان يتمنى أن يرزق بولد، وكانت هذه الأمنية وراء زواجه لثلاث مرات
- ملك حفظي : مصرية الجنسية تزوجها عام 1935م وطلقها في نفس العام.
- فائزة كمال الطرابلسي : مصرية الجنسية تزوجها في 1948م وطلقها في 1950م.
- هيام محمد حبيب : (ابنة أمير ربيعة الشيخ محمد حبيب) عراقية الجنسية تزوجها في 15 يونيو 1956م. نجت من القتل بأعجوبة من مجزرة قصر الرحاب في 14 يوليو 1958م بعد أن أُصيبت بجروح وتم إنقاذها ومعالجتها من قبل بعض الجنود من أبناء عشيرتها.

## معرض الصور

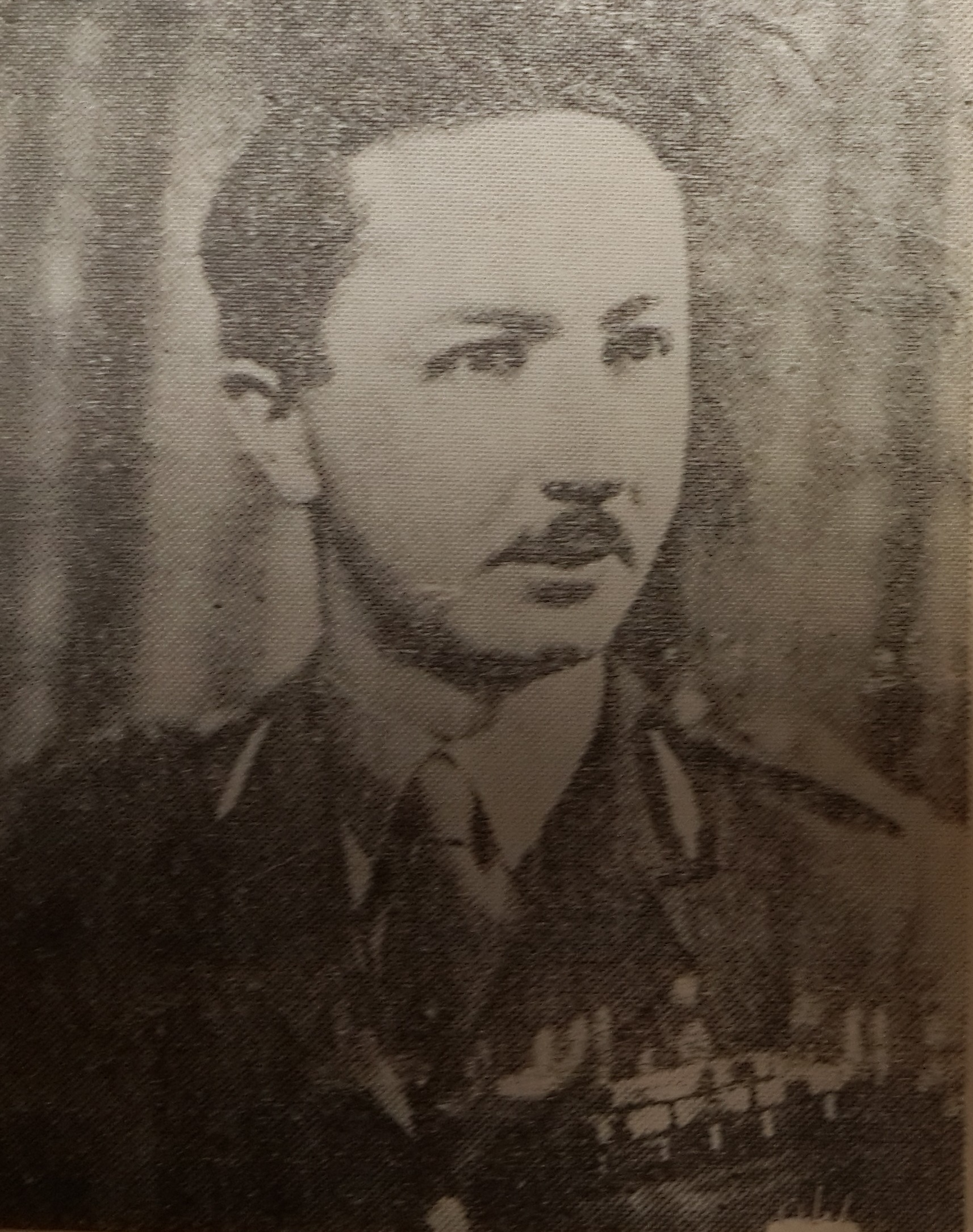
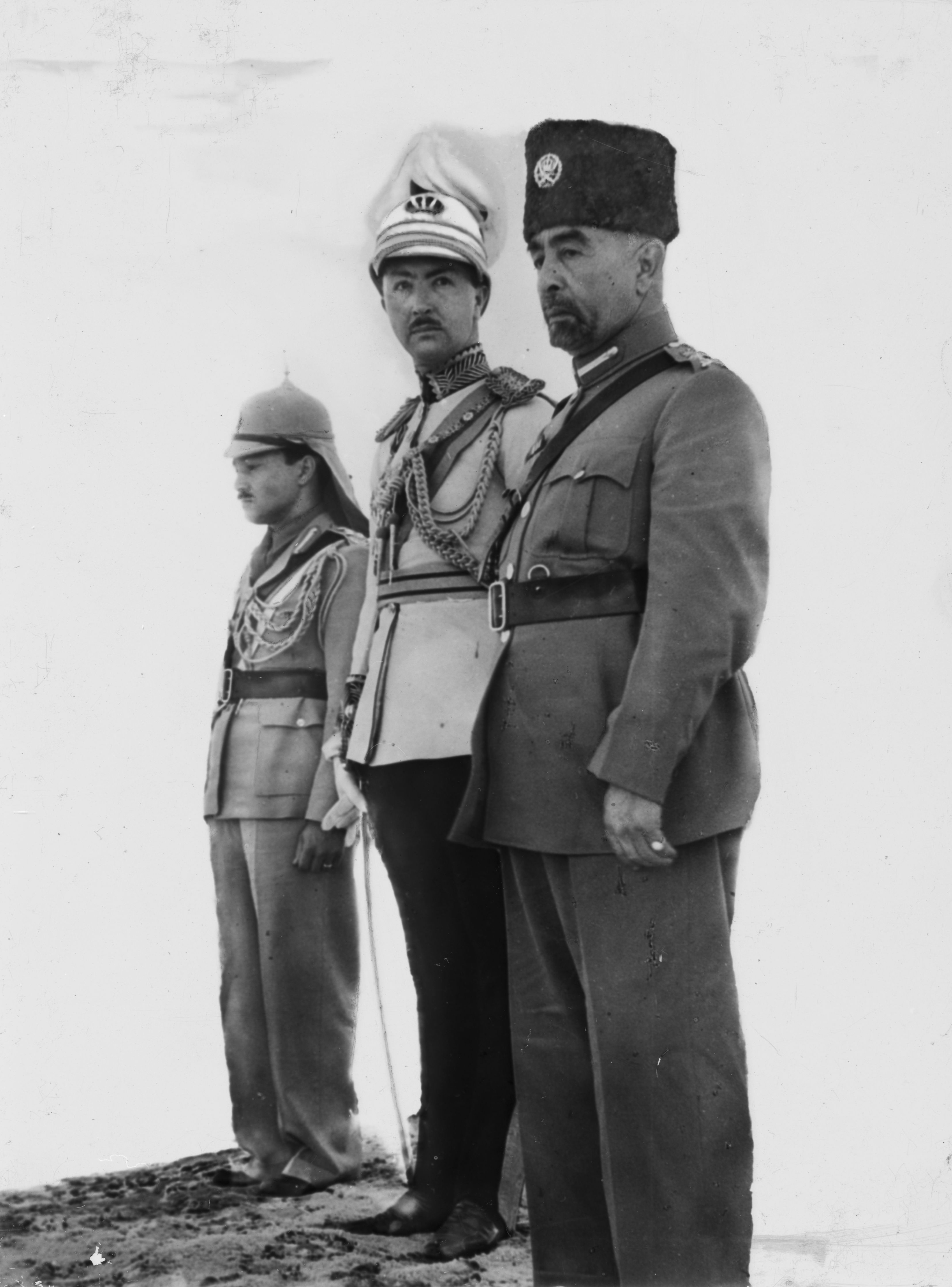
عبد الإله يوم تتويج الملك عبد الله الأول في عمان وبجانبه الأمير نايف سنة 1946م
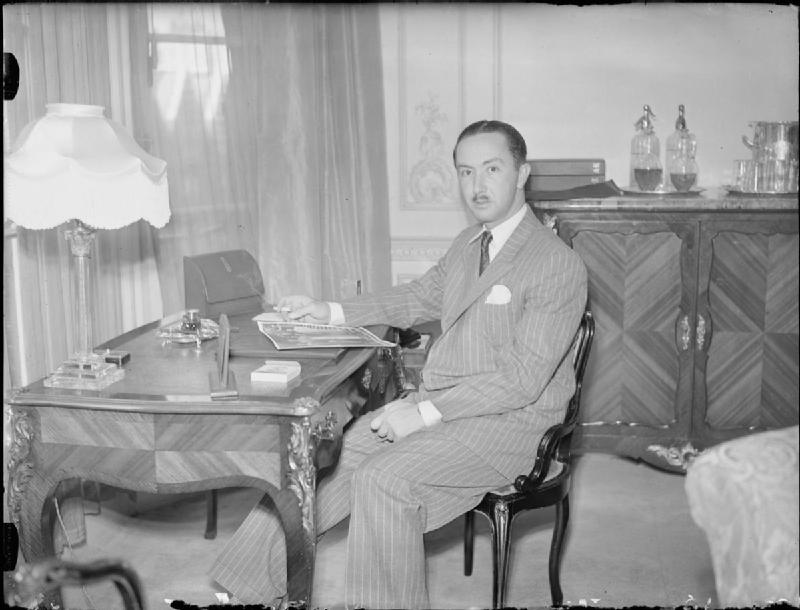
عبدالأله خلال جولته في الولايات المتحدة عام 1945
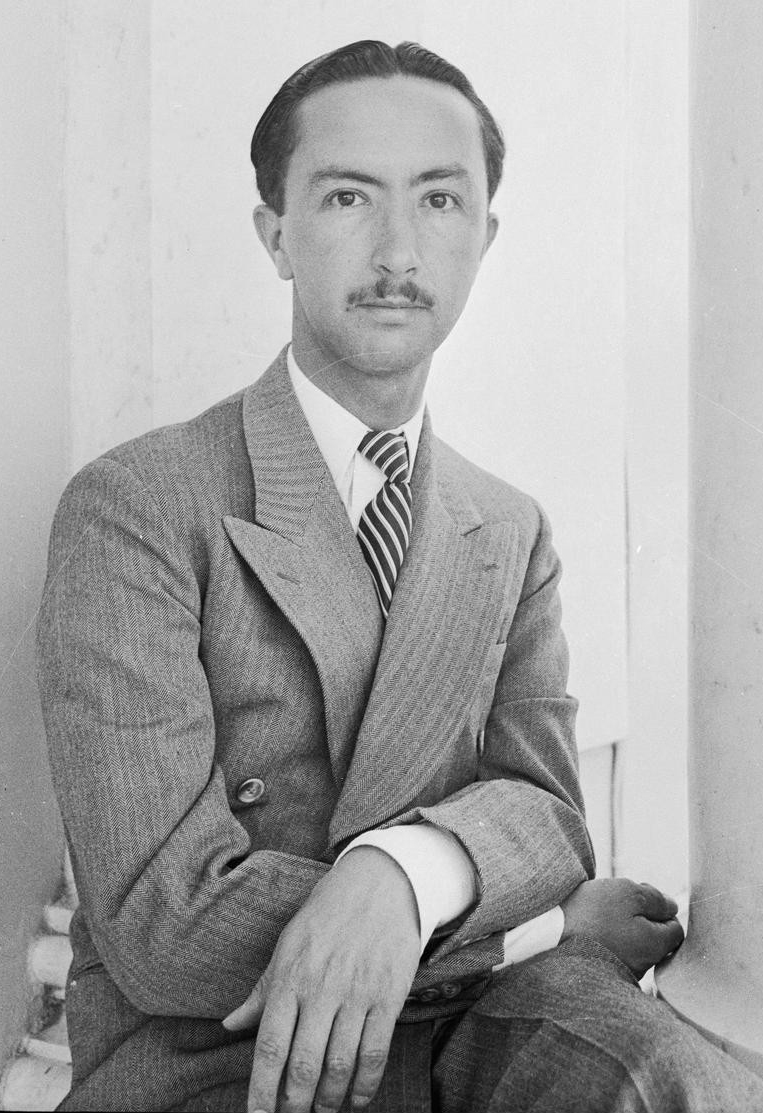
صورة شخصية لعبد الإله (الصورة أُخذت بواسطة المصور البريطاني سيسيل بيتون)
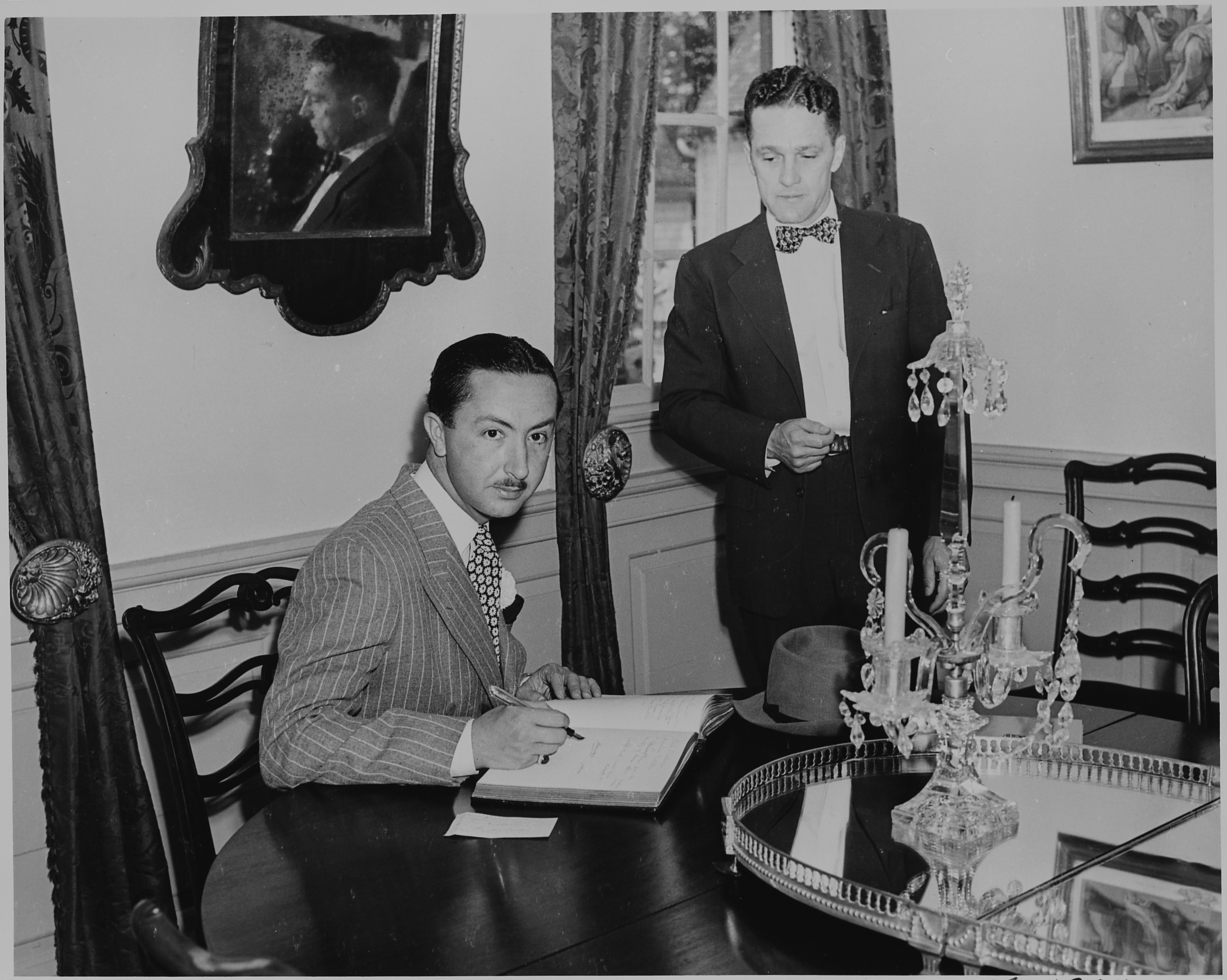
عبد الإله خلال جولته في الولايات المتحدة عام 1945
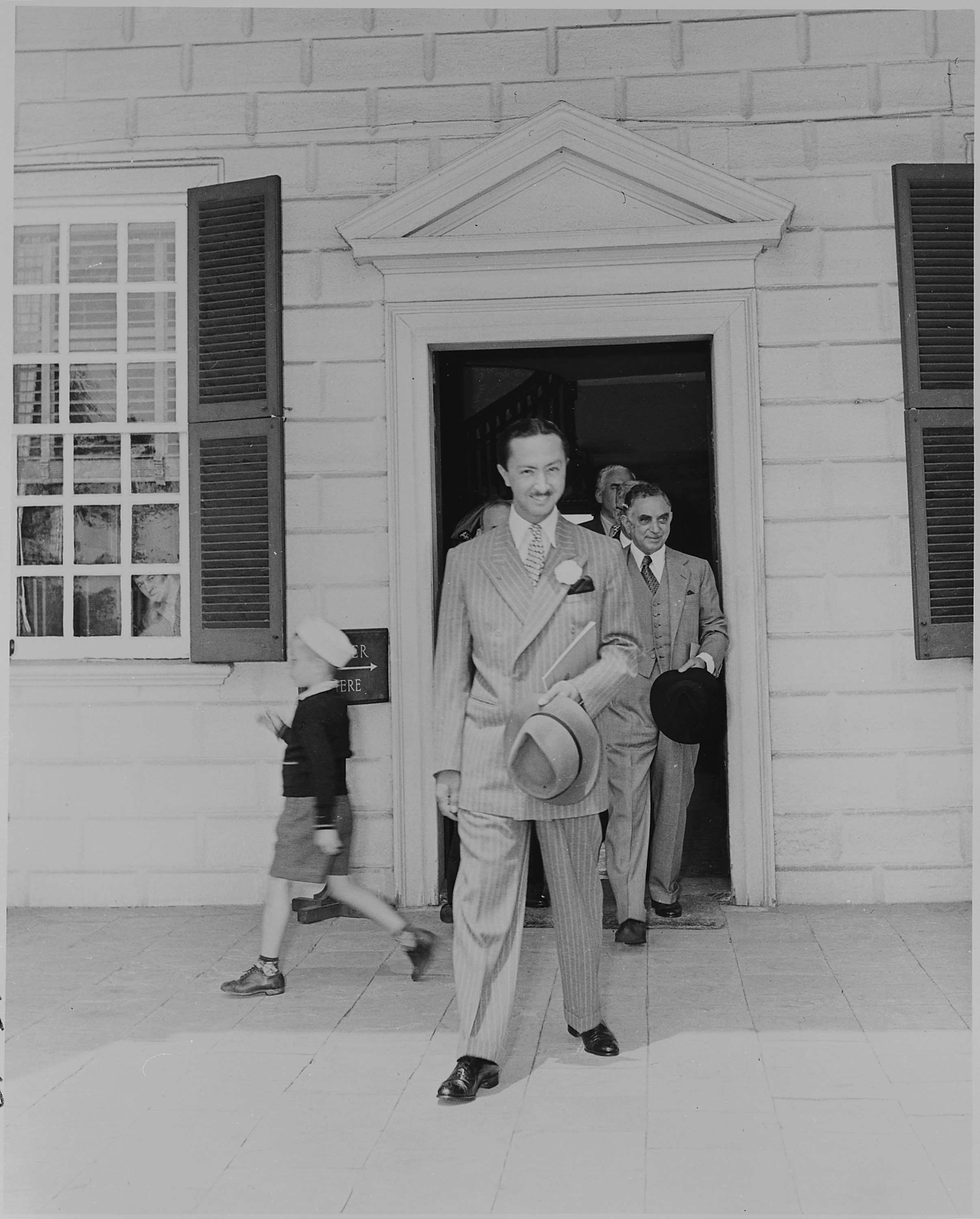
عبدالإله ويظهر خلفه نوري السعيد خلال جولته في الولايات المتحدة عام 1945
الأمير عبد الإله مع الملك فيصل الثاني
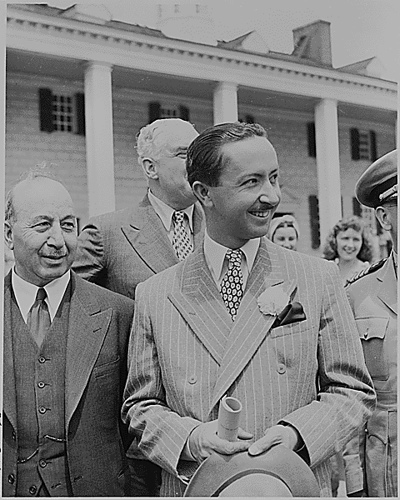
عبد الإله في مونت فرنون في أمريكا
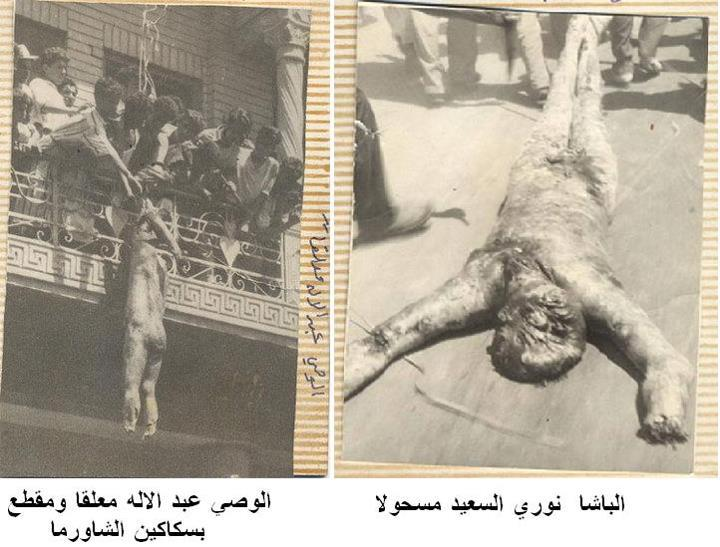
صورة لجثة عبد الإله مسحولة ومقطعة بسكاكين الشاورما خلال أحداث ثورة 14 تموز (الصورة على اليسار)

## وصلات خارجية
- عبد الإله بن علي الهاشمي على موقع الموسوعة البريطانية (الإنجليزية)
- عبد الإله بن علي الهاشمي على موقع مونزينجر (الألمانية)